# Friedel Tietze
Friedel Tietze (1908-1953) fue una deportista alemana que compitió en luge en la modalidad individual. Ganó dos medallas de oro en el Campeonato Europeo de Luge, en los años 1938 y 1939.

## Palmarés internacional
| Campeonato Europeo | Campeonato Europeo     | Campeonato Europeo | Campeonato Europeo |
| Año                | Lugar                  | Medalla            | Prueba             |
| ------------------ | ---------------------- | ------------------ | ------------------ |
| 1938               | Salzburg (Austria)     | Medalla de oro     | Individual         |
| 1939               | Reichenberg (Alemania) | Medalla de oro     | Individual         |